# Mount Barney
Mount Barney är ett berg i Australien. Det ligger i regionen Scenic Rim och delstaten Queensland, omkring 96 kilometer söder om delstatshuvudstaden Brisbane. Toppen på Mount Barney är 1 356 meter över havet, eller 735 meter över den omgivande terrängen. Bredden vid basen är 16,2 km.
Mount Barney är den högsta punkten i trakten. Runt Mount Barney är det mycket glesbefolkat, med 6 invånare per kvadratkilometer.. Närmaste större samhälle är Rathdowney, omkring 18 kilometer nordost om Mount Barney. 
I omgivningarna runt Mount Barney växer i huvudsak städsegrön lövskog. Genomsnittlig årsnederbörd är 1 402 millimeter. Den regnigaste månaden är januari, med i genomsnitt 269 mm nederbörd, och den torraste är september, med 37 mm nederbörd.